# Мурадханский клад
Мурадханский клад (азерб. Muradxan dəfinəsi) — клад серебряных монет средневекового периода, обнаруженных в селе Мурадхан Кюрдамирского района Азербайджана.

## Обнаружение
В результате археологических раскопок, проведённых весной 2012 года в селении Мурадхан Кюрдамирского района, был выявлен клад, состоящий из 1134 монет. Согласно исследованиям, данные монеты были отчеканены в Шамахы, Дербенте, Баку, Габале и Ардебиле в период правления Ширваншахов.
В отличие от других, монета, отчеканенная в Ардебиле, имеется в единственном экземпляре. Согласно сведениям азербайджанского нумизмата Акифа Гулиева, город Ардебиль был присоединен к государству Ширваншахов и монеты данного появились на свет именно в этот период.
Поскольку поверхность монет полностью окислилась и позеленела, на первый взгляд создавалось впечатление, что в кладе лишь медные монеты. По этой причине клад был передан Кюрдамирскому историко-краеведческому музею как клад медных монет.
«Каталог клада Мурадхана», который был составлен сотрудниками отдела нумизматики НАНА, занял первое место в грантовом проекте Фонда развития науки при Президенте Азербайджана